# Arthroleptis bivittatus
Espèce
Statut de conservation UICN

 DD  : Données insuffisantes
Arthroleptis bivittatus est une espèce d'amphibiens de la famille des Arthroleptidae.

## Répartition
Cette espèce est endémique de Guinée. Elle se rencontre sur l'île Tumbo.

## Publication originale
- Müller, 1885 : Vierter Nachtrag zum Katalog der herpetologischen Sammlung des Basler Museums. Verhandlungen der Naturforschenden Gesellschaft in Basel, vol. 7, p. 668-717 (texte intégral).